# Ravuconazol
Ravuconazol é um fármaco antifúngico triazólico desenvolvido pela Bristol-Myers Squibb, que está em fase de testes clínicos.  A droga tem demonstrado um espectro de ação similar ao voriconazol, com uma meia-vida biológica aumentada. Entretanto, o ravuconazol tem uma limitada ação contra espécies dos gêneros Fusarium, Scedosporium e Zygomycetes.
O ravuconazol possui atividade anti-Trypanosoma in vivo e in vitro, e devido a meia-vida plasmática elevada (4 a 8 dias) em humanos faz dele uma droga promissora para ser usada no tratamento da doença de Chagas.